# Osorkon I
Osorkon I (... – 889 a.C.) è stato un faraone della XXII dinastia egizia.
| Nome Horo        | Sesto Africano | Altri nomi |
| Ka-nekhet merira | Osorthon       | Osorkon I  |

## Biografia
Figlio di Sheshonq I  e di Keroma(ma), del suo lungo regno non sappiamo molto se non che proseguì nella politica paterna nell'area palestinese, nonché nella politica di controllo sul clero tebano designando alla carica di Primo sacerdote di Amon il figlio Sheshonq C a cui concesse anche di poter inscrivere il proprio nome nei cartigli.

Il fatto che questo Sheshonq sia sepolto a Tanis ha fatto ipotizzare, ad alcuni studiosi, che abbia regnato per pochi mesi tra il padre e Takelot I. Questa ipotesi non è però suffragata da alcun documento e lo studio delle genealogie e delle sepolture dei tori Api nel Serapeo di Karnak fatto presumere che Sheshonq C sia deceduto prima del padre.
Durante il regno di Osorkon I si diffuse in tutto l'Egitto da Bubasti, dove aveva il suo tempio principale, il culto della dea Bastet.

## Titolatura
| G5 |

| G5 |

|       |
| \| \| |
|       |
|       |

|  |

|       |
| \| \| |
|       |
|       |

|  |

| G16 |

| G16 |

|  |

| G8 |

| G8 |

|  |

| M23 · X1 | L2 · X1 |

| M23 · X1 | L2 · X1 |

| N5 | S42 | L1 |

| N5 | S42 | L1 |

| N5 | S42 | L1 |

| N5 | S42 | L1 |

| N5 | S42 | L1 |

| N5 | S42 | L1 |

| N5 | S42 | L1 |

| N5 | S42 | L1 |

| G39 | N5 |

| G39 | N5 |

| V4 | Aa18 | r · n · V31 |

| V4 | Aa18 | r · n · V31 |

| V4 | Aa18 | r · n · V31 |

| V4 | Aa18 | r · n · V31 |

| V4 | Aa18 | r · n · V31 |

| V4 | Aa18 | r · n · V31 |

| V4 | Aa18 | r · n · V31 |

| V4 | Aa18 | r · n · V31 |